# Pi-de-les-onze
El Pi-de-les-onze és una muntanya de 312 metres que es troba entre els municipis de Tordera, a la comarca del Maresme i de Fogars de la Selva, a la comarca de la Selva.